# Michel Adam (obtenteur de rose)
Pour les articles homonymes, voir Michel Adam et Adam (homonymie).

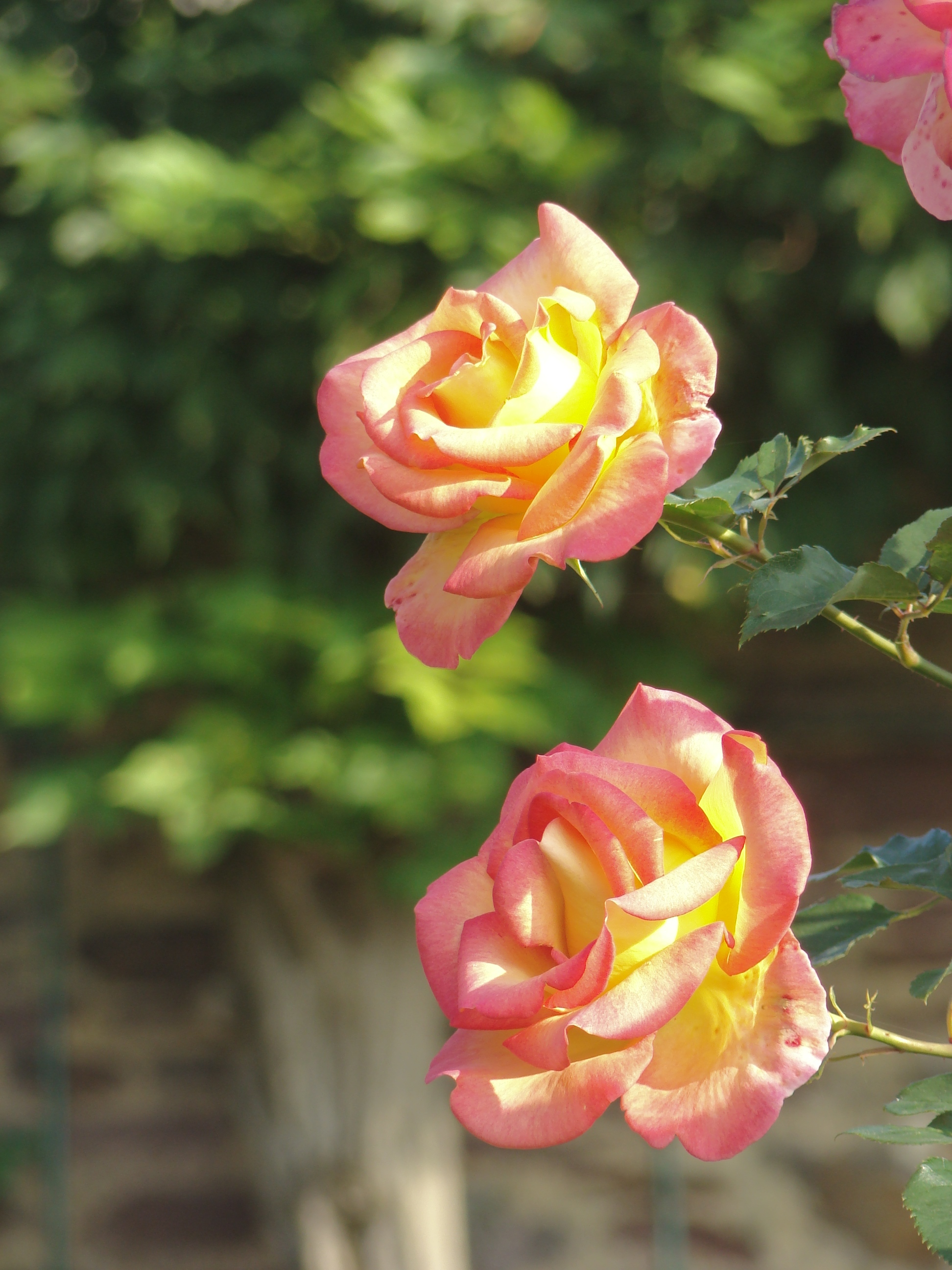
'Jean Piat', Adam, 1993

Michel Adam est un rosiériste français dont les pépinières sont situées à Liffré.

## Roses primées
1990

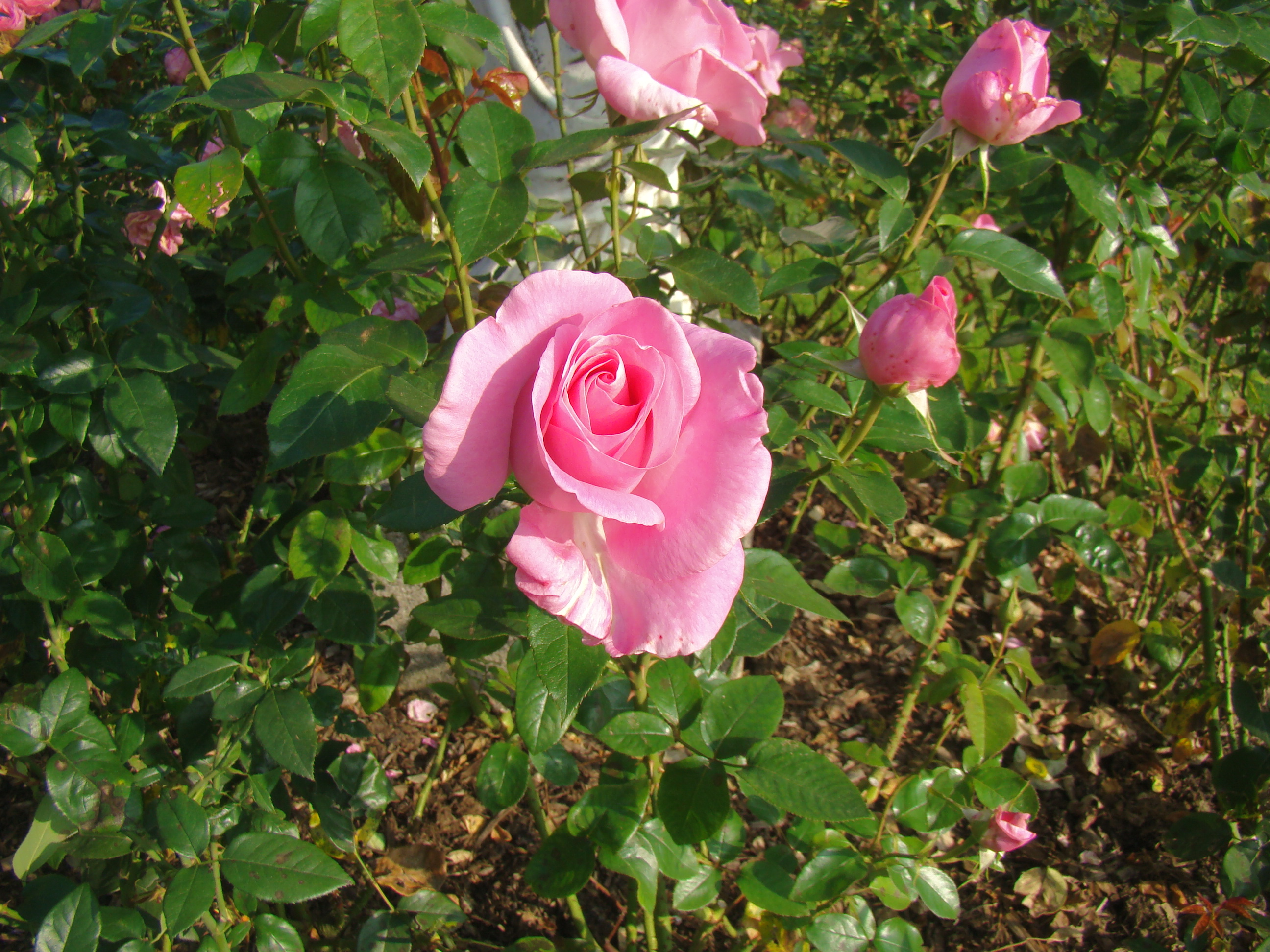
La ‘Rose de Rennes’ primée au Concours international de roses nouvelles de Bagatelle en 1993 et Prix de la rose AJJH en 1995.

- Concours international de roses nouvelles de Bagatelle : prix du parfum pour ‘Parfum d’Armor’[1].

1991
- Concours de Lyon : Plus belle rose de France pour ‘Le Grand Huit’[2].

1992
- Concours de Lyon : Prix Prestige de la Rose pour une variété non dénommée.

1993
- Concours international de roses nouvelles de Bagatelle : ‘Rose de Rennes’ (Cert n° 1) et ‘Parfum Lifféen’ (prix du parfum)[1]

- Concours de Lyon : prix Grande rose du siècle pour une variété non dénommée (ADApoman) et pour ‘Santiago’[2].

1994
- Concours de Lyon : prix Grande rose du siècle pour une variété non dénommée[2].

1995
- Prix de la rose AJJH avec la ‘Rose de Rennes’[3].
- Concours de Lyon : prix Grande rose du siècle pour une variété non dénommée (ADAhuro) et pour ‘Orange Adam’[2].

1996
- Concours de Lyon : prix Plus belle rose de France (Médaille d'or) pour ‘Rose d'or de Montreux’ et prix Grande rose du siècle pour ‘Rouge Adam’[2].:1997
- Concours de Lyon : Prix Prestige de la Rose pour une variété non dénommée (ADAsilli)[2].

2000
- Prix de la rose AJJH avec la rose ‘Isabelle Autissier’[3].

2001
- Concours international de la rose nouvelle de Monza : Médaille d'or avec ‘Fanny Ardant’ dans la catégorie Hybride de Thé[4].

2002
- Concours international de la rose nouvelle de Monza : Rosa dei Giornalisti (Médaille d'argent) avec ‘Reflet de Saint-Malo’[4].

2003
- Concours international de roses remontantes : Certificat de mérite dans la catégorie Buisson Grandes Fleurs pour la rose ‘Brocéliande’[5].

- Concours international de la rose nouvelle de Monza : Médaille d'or de la catégorie « Shrub, Climber, Groud cover, Miniature » avec une variété non dénommée (ADAromaq)[4].

2004
- Concours international de roses remontantes : Médaille de la ville d'Orléans pour ADAfunhu, rosier buisson à grandes fleurs aux nombreux pétales[6].

- Concours international de la rose nouvelle de Monza : Médaille d'argent ex aequo de la catégorie « Shrub, Climber, Groud cover, Miniature » avec une variété non dénommée (ADApolred)[4].

2005
- Concours Monza : deux médailles d'argent pour des roses non dénommées (ADAbicpoint et ADAcocenpa).

- Concours international de roses nouvelles de Bagatelle : 1er prix pour les roses de paysage (ADAcocenpa) et le prix « Coup de cœur » du concours des enfants (ADAbicpoint).